# St. Lorenz (Schaffhausen)

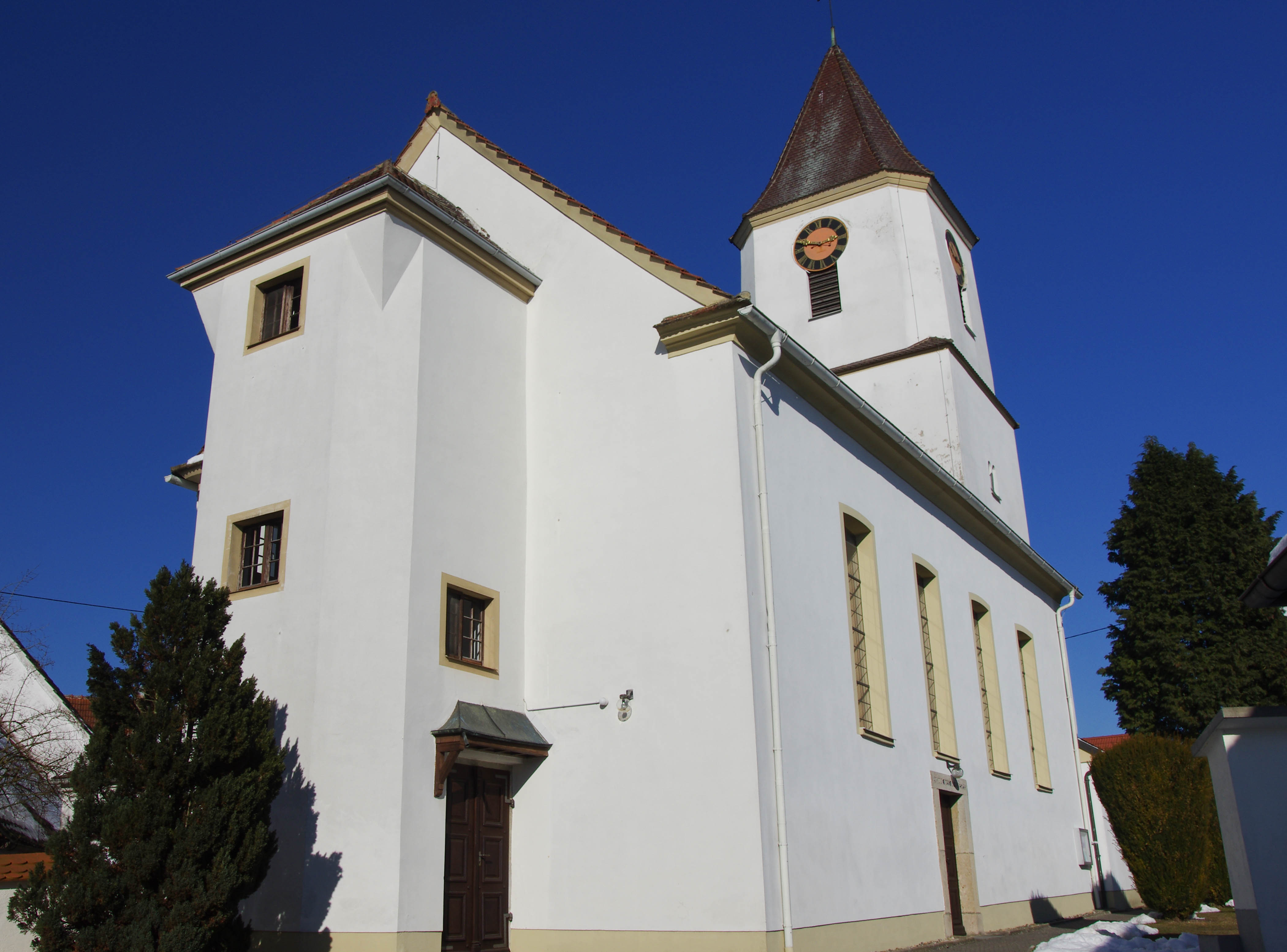
Kirche St. Lorenz in Schaffhausen

Die evangelische Pfarrkirche St. Lorenz in Schaffhausen, einem Ortsteil der Gemeinde Mönchsdeggingen im schwäbischen Landkreis Donau-Ries in Bayern, wurde im Mittelalter errichtet. Die Kirche im ummauerten Friedhof ist ein geschütztes Baudenkmal.

## Geschichte
Die erste Erwähnung einer Kirche in Schaffhausen ist für 1328 überliefert. Das Patronatsrecht ging in diesem Jahr als Schenkung von den Herren von Thurneck an das Kloster Zimmern über. Der quadratische Unterbau des Turmes wurde wohl um 1300 errichtet. Das Langhaus und der polygonale Aufbau des Turmes wurden Ende des 18. Jahrhunderts gebaut.

## Architektur
Der Chor im Untergeschoss des Turmes ist mit einem Kreuzrippengewölbe versehen. Der rundbogige Chorbogen trennt das Langhaus vom Chor. Das Langhaus mit spitzbogigen Fenstern wird von einer flachen Decke gedeckt. Im Westen befindet sich eine Empore, die heute durch ein modernes Treppenhaus zu erreichen ist. Der Turm besitzt im obersten quadratischen Geschoss gekuppelte Rundbogenfenster. Der oktogonale Aufbau mit rundbogigen Schallöffnungen wird von einem spitzen achtseitigen Helm bekrönt.